# Paško Rakić

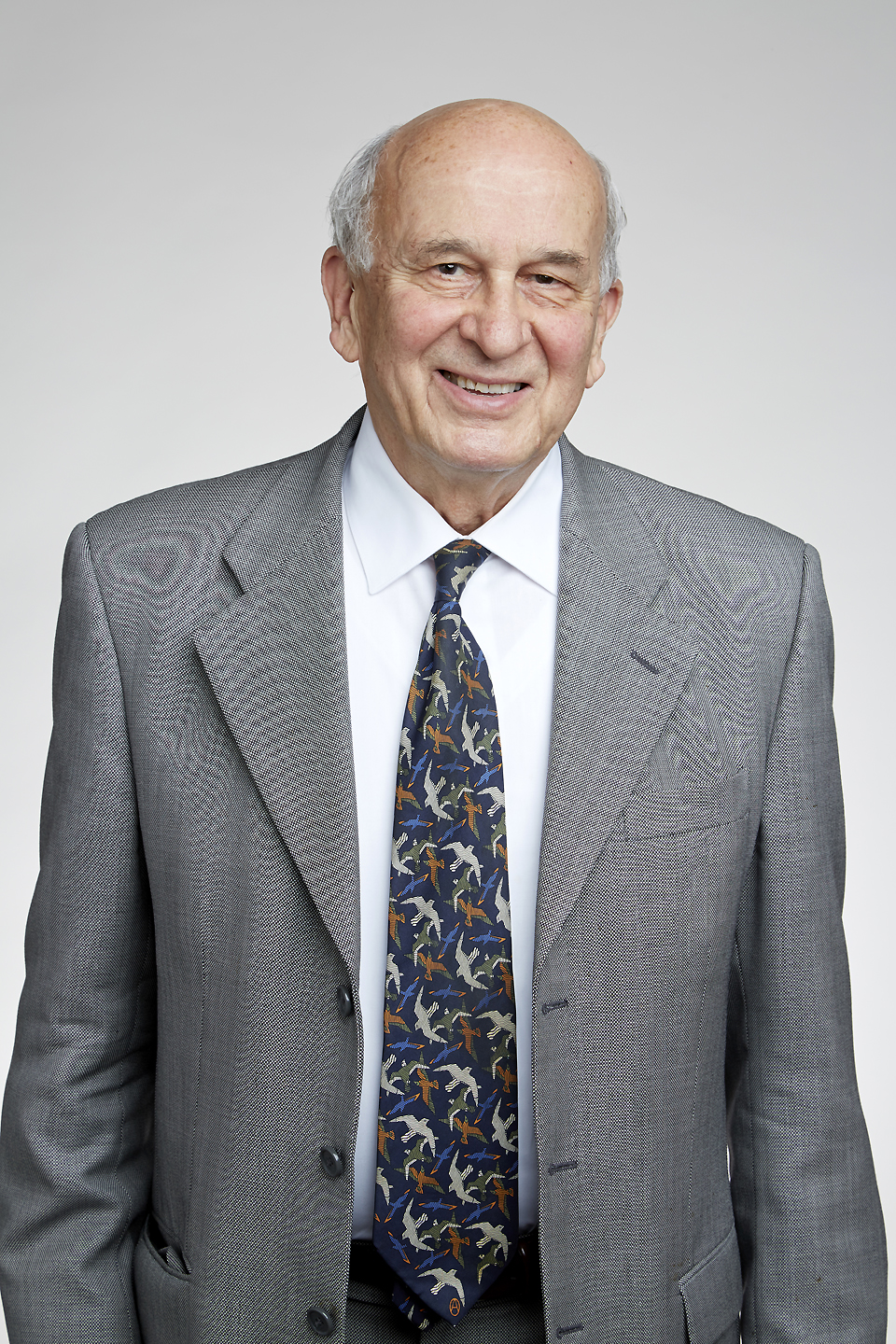
Paško Rakić

Paško Rakić (* 15. Mai 1933 in Ruma, Königreich Jugoslawien) ist ein jugoslawisch-US-amerikanischer Neurowissenschaftler an der Yale University.

## Leben
Rakic studierte zunächst Medizin an der Universität Belgrad und begann Anfang der 1960er Jahre seine Karriere als Neurochirurg an der Universitätsklinik in Belgrad. Seine Forschungstätigkeit begann er 1962 als Fellow an der Harvard Medical School. Von 1967 bis 1969 war er als Assistenzprofessor für Entwicklungsbiologie und Genetik in Belgrad tätig. 1969 kehrte er als Assistant Professor für Neuropathologie an die Harvard Medical School zurück und wurde dort 1972 Associate Professor. 1978 wechselte er als Ordentlicher Professor an die Yale University School of Medicine.

## Preise und Auszeichnungen
Rakic wurde in die National Academy of Sciences der USA gewählt sowie in die American Academy of Arts and Sciences; er ist außerdem im Vorstand der Society for Neuroscience. Gemeinsam mit Thomas Jessell und Sten Grillner gewann er 2008 den Kavli-Preis für Neurowissenschaften.
Rakic erhielt den mit $50.000 dotierten 15. jährlichen Bristol-Myers Squibb-Preis für herausragende Leistungen in den Neurowissenschaften. 2000 erhielt er den Pasarow Award, 2002 gemeinsam mit seiner Frau Patricia Goldman-Rakic den Ralph-W.-Gerard-Preis.
Die Norwegische Akademie der Wissenschaften wählte ihn zum Mitglied.
1990 machte ihn die Kroatische Akademie der Wissenschaften und Künste zum korrespondierenden Mitglied. 1992 erhielt er den Internationalen Preis der Fyssen-Stiftung. Seit 2014 ist er auswärtiges Mitglied der Academia Europaea. 2016 wurde er zum auswärtigen Mitglied der Royal Society gewählt.

## Privat
Er war mit der Neurowissenschaftlerin Patricia Goldman-Rakic verheiratet, die am 31. Juli 2003 verstarb.